# ダリン・オカダ
ダリン・オカダ (Daryn Okada, 1960年1月2日 - ) は、アメリカ合衆国カリフォルニア州ロサンゼルス出身の撮影監督である。

## 参加作品
- ファンタズムII Phantasm II (1988)
- キャプテン・ロン Captain Ron (1992)
- ティーンエイジ・ヒーローズ Airborne (1993)
- 恋人はパパ/ひと夏の恋 My Father the Hero (1994)
- プロブレムでぶ/もうイジメは懲りごり! Black Sheep (1996)
- アンナ・カレーニナ Anna Karenina (1997)
- ハロウィンH20 Halloween H20: 20 Years Later (1998)
- U.M.A レイク・プラシッド Lake Placid (1999)
- リーマン・ジョー!  Joe Somebody (2001)
- テキサス・レンジャーズ Texas Rangers (2001)
- ドクター・ドリトル2 Dr. Dolittle 2 (2001)
- マーティン・ローレンス ザ・ライブ Martin Lawrence Live: Runteldat (2002)
- アナライズ・ユー Analyze That(2002)
- ブラック・ダイヤモンド Cradle 2 the Grave (2003)
- ミーン・ガールズ Mean Girls (2004)
- パパラッチ Paparazzi (2004)
- 恋人はゴースト Just Like Heaven (2005)
- スティック・イット!  Stick It (2006)
- セックス・カウントダウン Sex and Death 101 (2007)
- Harold & Kumar Escape from Guantanamo Bay (2008)